# Universiteit van Porto
De Universiteit van Porto (Universidade do Porto) is een openbare universiteit gelegen bij de stad Porto in Portugal. Het is de grootste Portugese universiteit qua studenten met veertien faculteiten met samen ongeveer 475 verschillende onderwijsprogramma's, 2000 docenten en 30.000 studenten. Het hoofdgebouw is in het centrum op de Praça de Gomes Teixeira, vaak Carmo of Praça da Universidade genoemd. De gebouwen zijn verspreid over de stad en de randgemeenten, maar veel zijn geconcentreerd op drie locaties: Pólo I in het centrum, Pólo II of Pólo Universitário da Aprela in de freguesia Paranhos in het noorden van de gemeente en Pólo III in de freguesia Lordelo do Ouro e Massarelos in het westen van de gemeente. 

## Geschiedenis
De universiteit ontstond als twee aparte instituten voor hoger onderwijs, beide opgericht in de 19e eeuw: een polytechnische Academie (Academia Politécnica) en een medische school (Escola Médico-Cirúrgica). Na de revolutie van 1910, het begin van de Eerste Republiek, werden de universiteiten van Lissabon en Porto opgericht. Aanvankelijk zou de universiteit van Porto uit drie faculteiten bestaan, een faculteit wiskunde en natuurwetenschappen, een faculteit geneeskunde en een faculteit voor handel, die echter nooit gerealiseerd is.
De inauguratie van de universiteit was op 16 juli 1911. De eerste rector van de universiteit was de wiskundige Gomes Teixeira. Rond dezelfde tijd werd de universiteit financieel en wetenschappelijk onafhankelijk.

## Organisatie
Vandaag de dag telt de universiteit ongeveer 28.000 studenten. De opleidingen van de universiteit worden aangeboden aan 14 faculteiten en een Business School.
- Faculteit architectuur, FAUP
- Faculteit letteren, FLUP
- Faculteit tandheelkunde, FMDUP
- Faculteit economie, FEP
- Faculteit techniek, FEUP
- Faculteit der kunsten, FBAUP

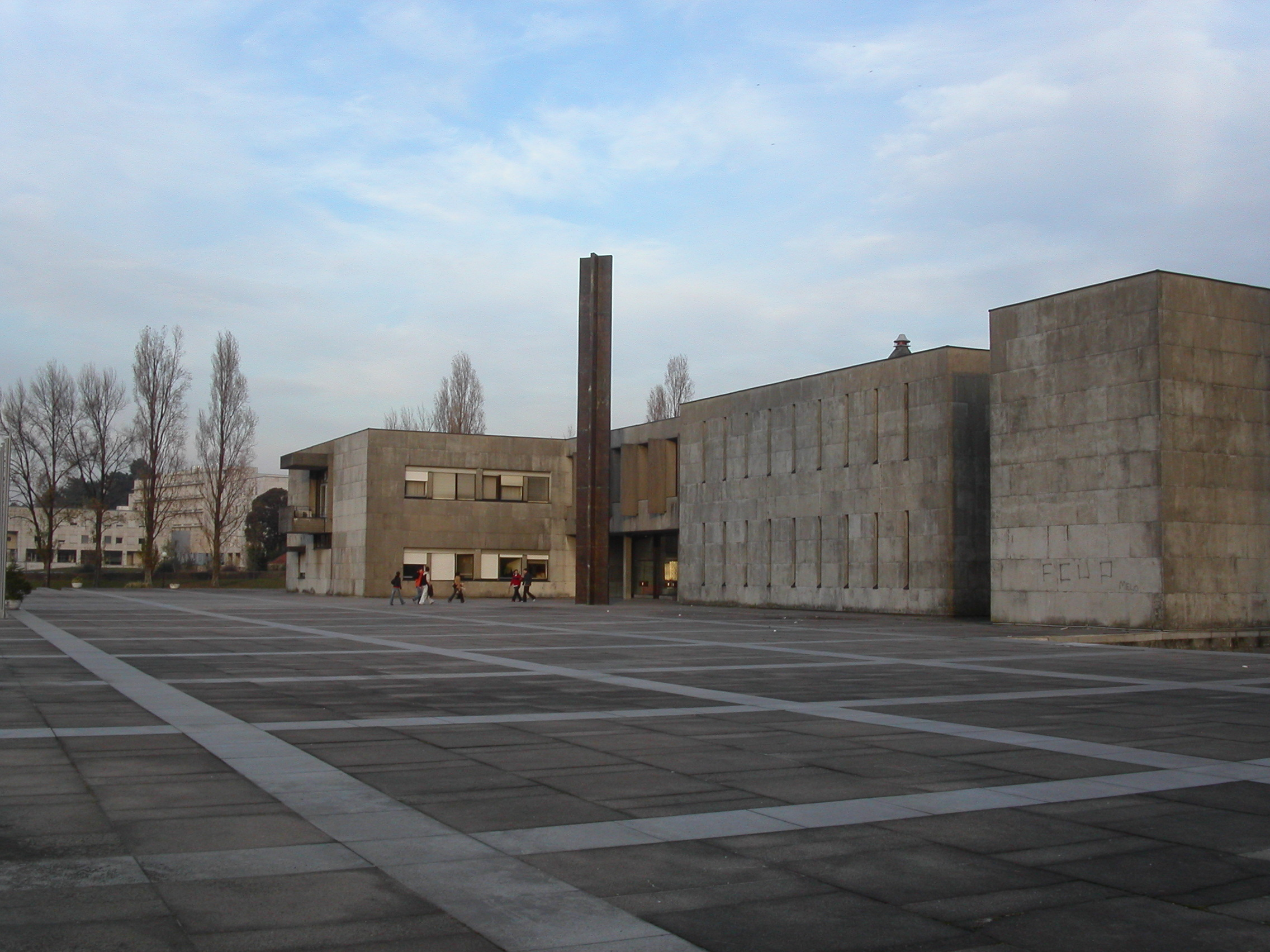
FEP – Faculteit economie.

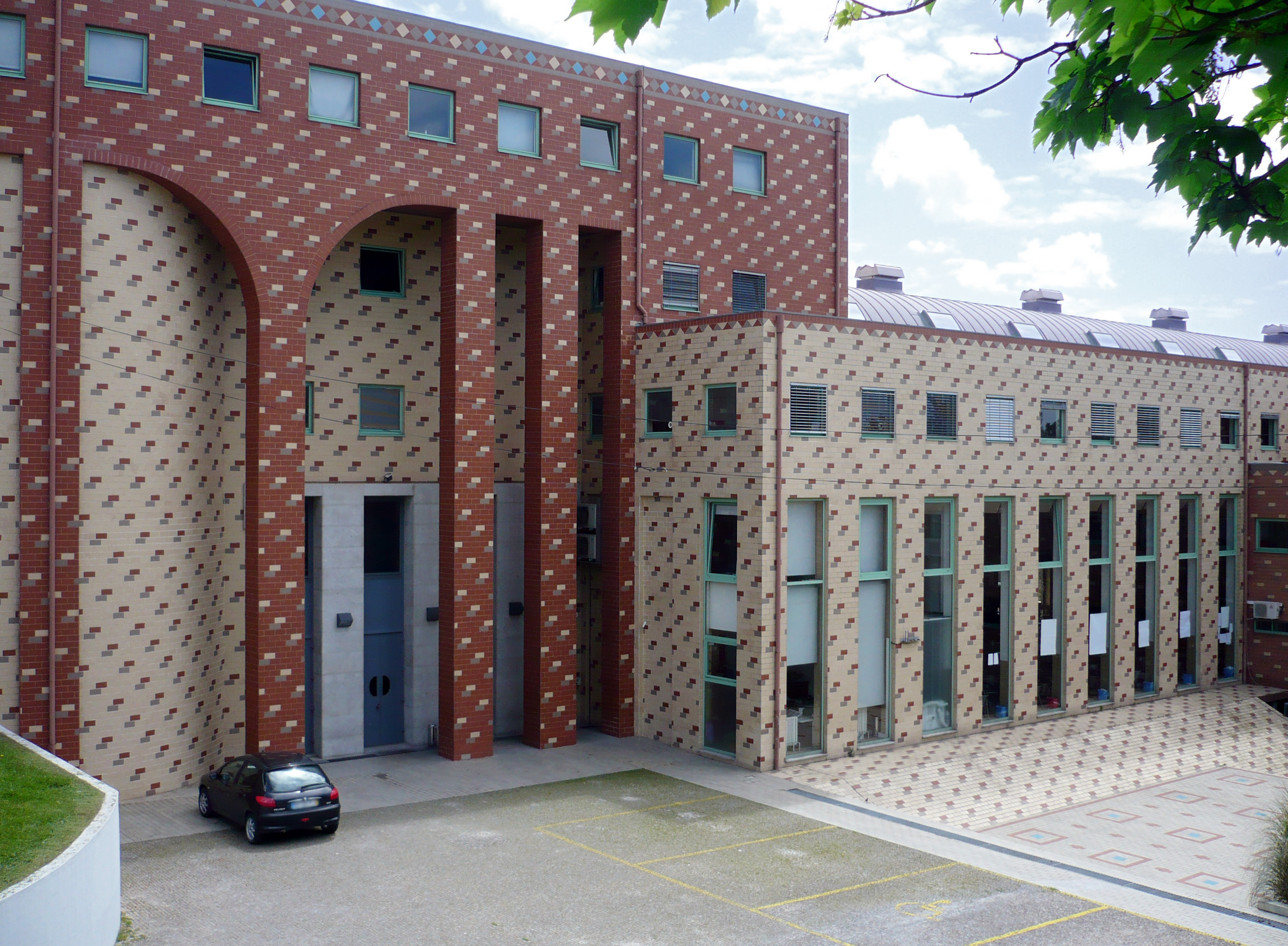
Noordoostelijk deel van de gevel van het gebouw van de Faculteit der Letteren(FLUP)(mei 2008).

- Faculteit voedingswetenschappen, FCNAUP
- Faculteit rechtsgeleerdheid, FDUP
- Faculteit geneeskunde, FMUP
- Faculteit farmacie, FFUP
- Faculteit psychologie en educatieve wetenschappen, FPCEUP
- Faculteit wiskunde en natuurwetenschappen, FCUP
- Faculteit sport, FADEUP
- Instituut voor Biomedische Wetenschappen Abel Salazar, ICBAS
- Porto School voor Management, EGP

De universiteit biedt in totaal ruim 450 verschillende opleidingen aan, op alle niveaus van bachelor tot doctoraat.

## Faculdade de Arquitetura

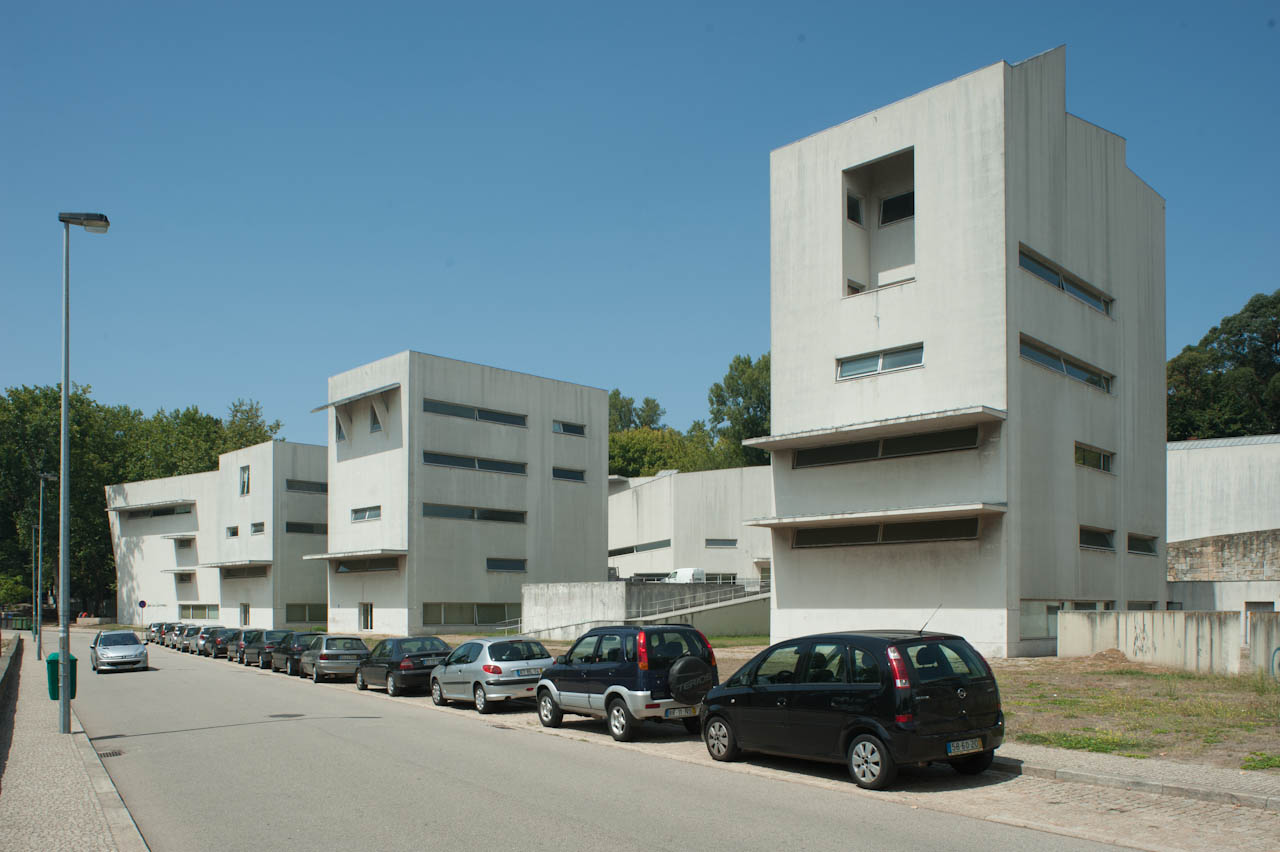
Faculdade de Arquitetura da Universidade do Porto

De Faculdade de Arquitetura (FAUP)  (Faculteit bouwkunde van de Universiteit van Porto) is gevestigd op Pólo III en staat bekend als een innovatieve school, maar met veel respect voor context en traditie. Aan de faculteit hebben wereldberoemde architecten als Álvaro Siza, Eduardo Souto de Moura en Fernando Távora gestudeerd en les gegeven. De faculteitsgebouwen zijn ontworpen door Álvaro Siza.

## Faculdade de Belas-Artes

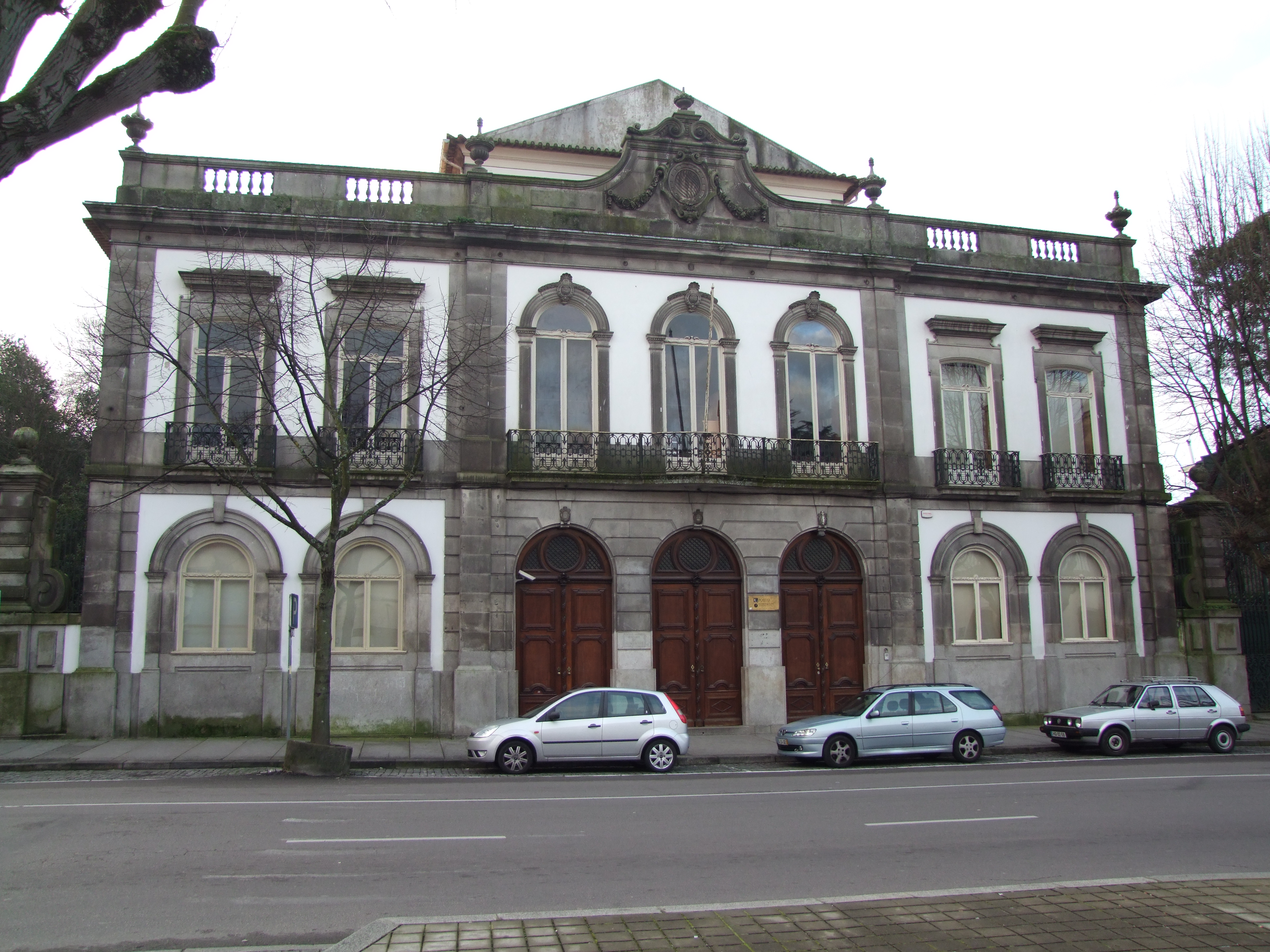
Faculdade de Belas-Artes da Universidade do Porto

De Faculdade de Belas-Artes (FBAUP)  (Faculteit voor Schone Kunsten van de Universiteit van Porto) komt voort uit de in 1836 opgerichte Academia Portuense de Belas-Artes, later de Escola Superior de Belas-Artes do Porto waar les werd gegeven in schilderkunst, beeldhouwkunst en architectuur. Later werden o.a. ook graveren, keramiek, ontwerpen van glas in lood en tapijten als studierichtingen toegevoegd. De afdeling architectuur werd in 1979 de Faculdade de Arquitetura da Universidade do Porto (FAUP). De rest van de Escola Superior de Belas-Artes do Porto werd in 1994 in deze universiteit geïntegreerd als de Faculdade de Belas-Artes. De faculteit is gehuisvest in een 19e-eeuws paleis aan de Avenida de Rodrigues de Freitas.

## Faculdade de Ciências

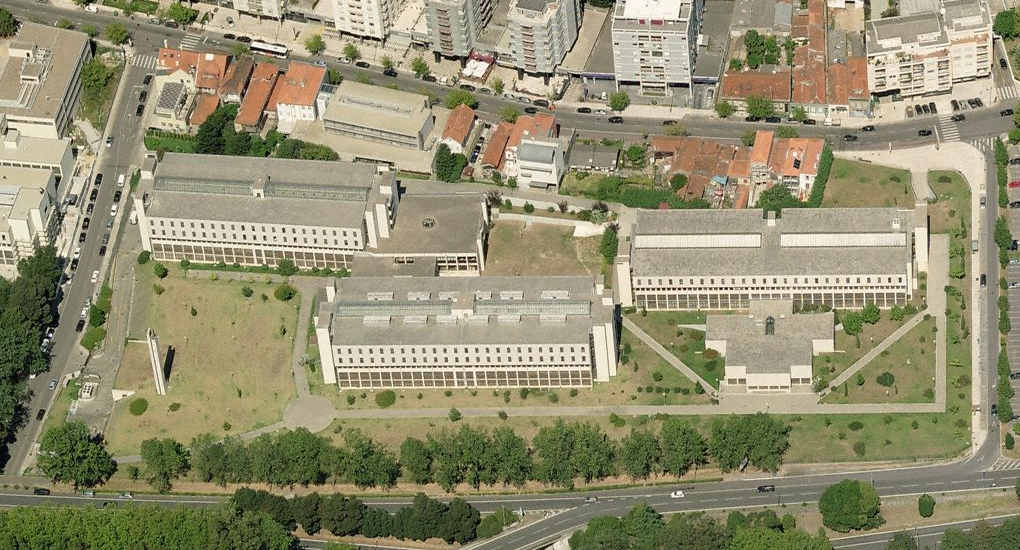
Faculdade de Ciências da Universidade do Porto

De Faculdade de Ciências (FCUP) (Faculteit Natuurwetenschappen van de Universiteit van Porto) is gevestigd op Pólo III. Het onderwijs en onderzoek is georganiseerd in de afdelingen Departamento de Biologia (Biologie), Ciência de Computadores (Informatica), Física e Astronomia (Fysica en Astronomie), Geociências, Ambiente e Ordenamento do Território (Geowetenschappen, Milieu en Ruimtelijke Ordening), Matemática (Wiskunde) en Química e Bioquímica (Chemie en Biochemie). Op het gebied van Biochemie wordt samengewerkt met het Instituto de Ciências Biomédicas Abel Salazar..

## Faculdade de Ciências da Nutrição e Alimentação
De Faculdade de Ciências da Nutrição e Alimentação (FCNAUP)  (Faculteit Voeding en Levensmiddelentechnologie van de Universiteit van Porto) is in 1996 ingesteld en daarmee de jongste van de universiteit. De faculteit is gevestigd op Pólo II.

## Faculdade de Desporto
De Faculdade de Desporto (FADEUP) (Faculteit voor Lichamelijke Oefening en Sport van de Universiteit van Porto) is gevestigd op Pólo II en toonaangevend op zijn gebied, niet alleen in Portugal, maar ook in Europa.

## Faculdade de Direito
De Faculdade de Direito (FDUP) (Rechtenfaculteit van de Universiteit van Porto) is ingesteld in 1994. Voordien kon alleen rechten worden gestudeerd in Lissabon en Coimbra. De faculteit is gevestigd in het gebouw oorspronkelijk van de Faculdade de Engenharia in de Rua dos Bragas.

## Faculdade de Economia

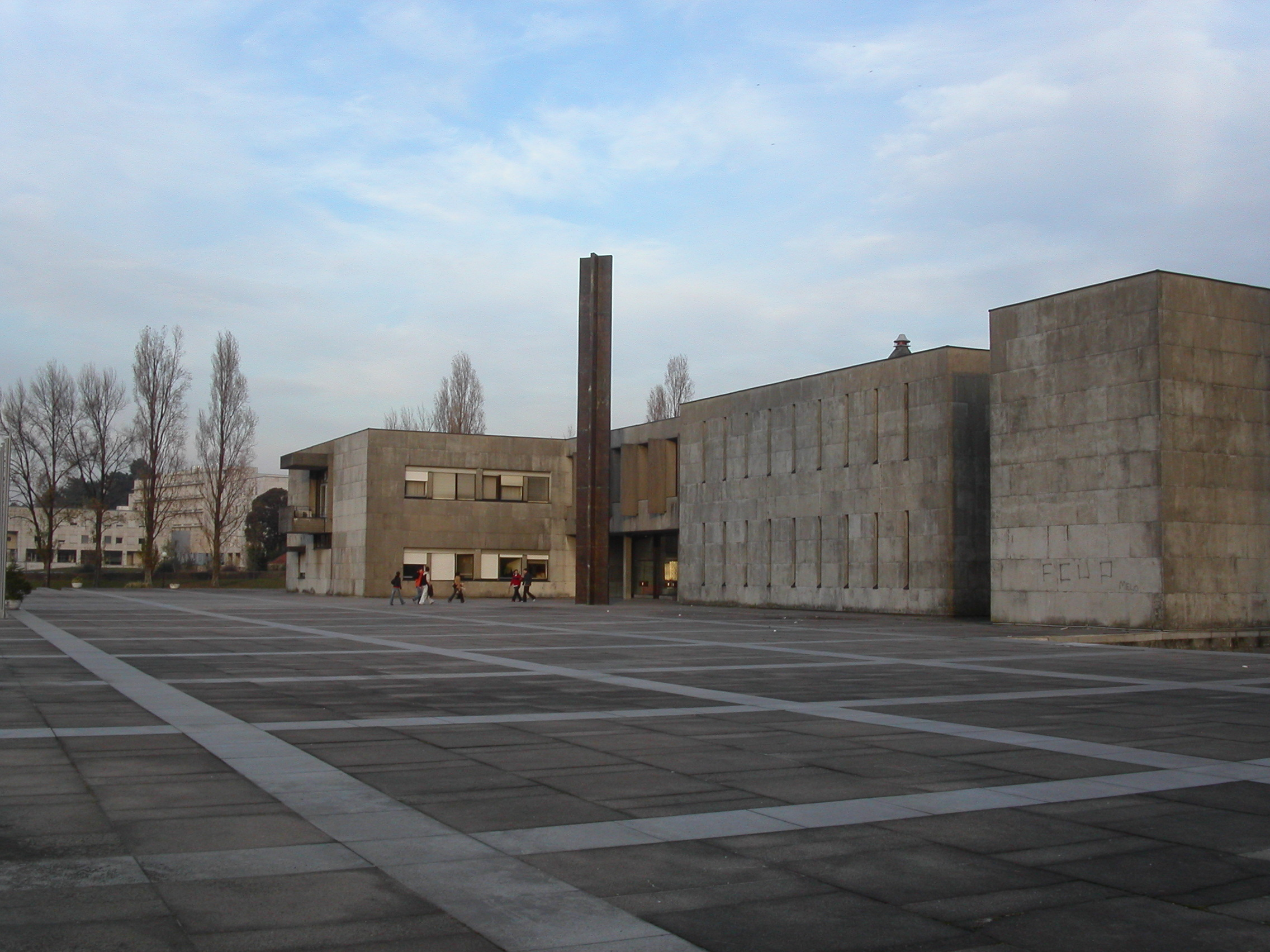
Faculdade de Economia da Universidade do Porto

De Faculdade de Economia (FEP) (Economische faculteit van de Universiteit van Porto) is ingesteld in 1953 en is gevestigd op Pólo II. In 2005 is de faculteit door de The Wall Street Journal als 29e gezet op de lijst van beste ter wereld op haar gebied.

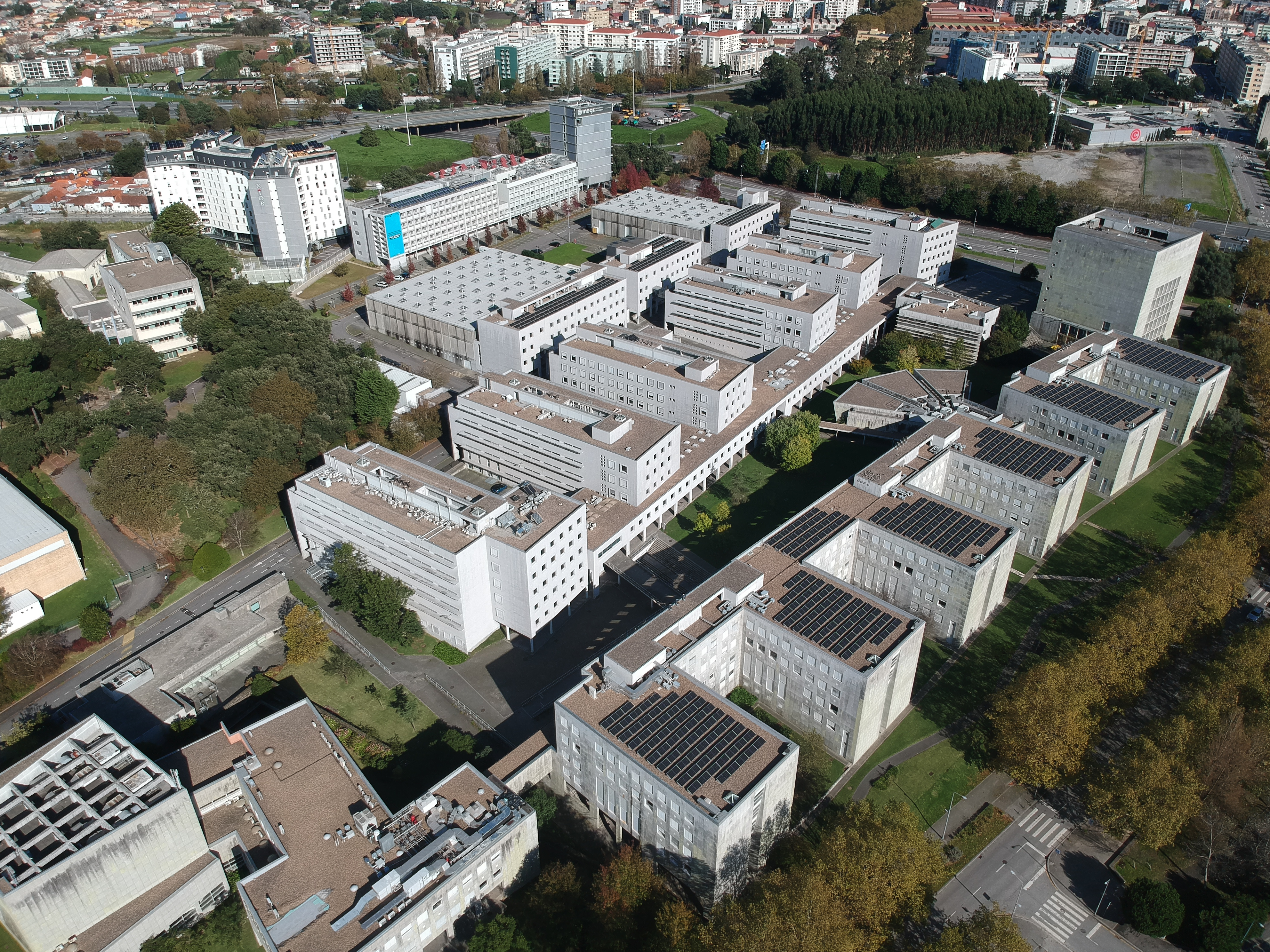
Faculdade de Engenharia da Universidade do Porto

## Faculdade de Engenharia
De Faculdade de Engenharia (FEUP)  (Technische Faculteit van de Universiteit van Porto) heeft zijn wortels in de Aula Náutica (Zeevaartschool) die in 1765 werd opgericht. In 1837 ging deze op in de Academia Politécnica do Porto (Technische Hogeschool van Porto). In de periode 1911-1915 werd deze omgevormd tot de Faculdade de Ciências en de Faculdade de Engenharia. De Faculdade de Engenharia heeft tegenwoordig negen afdelingen:
- Engenharia Civil (Civiele Techniek)
- Engenharia de Minas e Geoambiente (Mijnbouw en Milieutechniek)
- Engenharia Electrotécnica e de Computadores (Elektrotechniek)
- Engenharia Física (Toegepaste Natuurkunde)
- Engenharia Industrial e Gestão (Technische Bedrijfskunde)
- Engenharia Informática (Computertechniek)
- Engenharia Mecânica (Werktuigbouwkunde)
- Engenharia Metalúrgica e de Materiais (Metallurgie en Technische Materiaalwetenschappen)
- Engenharia Química (Chemische Technologie)

Deze faculteit, een van de grootste van Portugal, is gevestigd op Pólo II.

## Faculdade de Farmácia

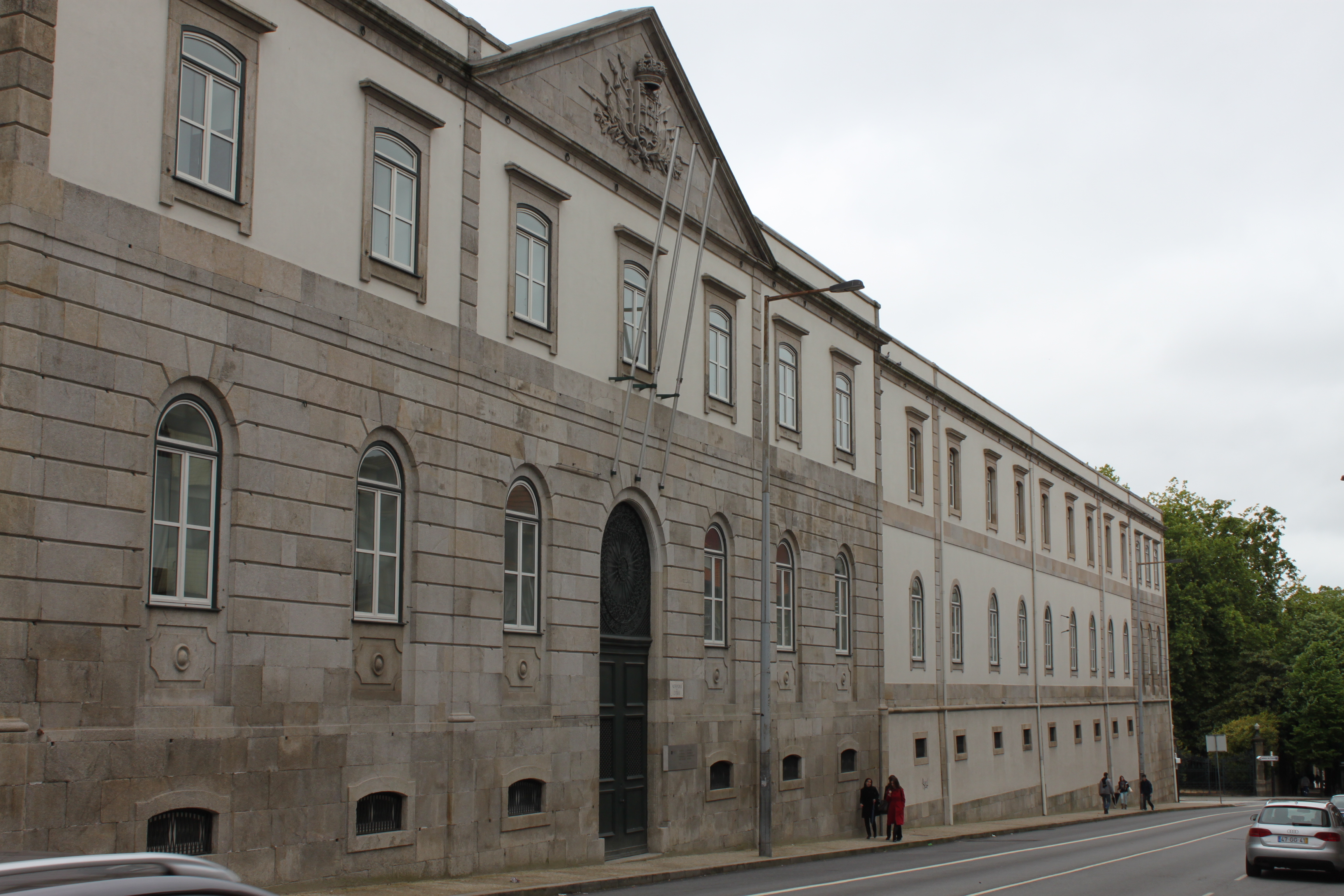
Faculdade de Farmácia da Universidade do Porto en Instituto de Ciências Biomédicas Abel Salazar aan de Rua D.Manuel II

De Faculdade de Farmácia (FFUP) (Faculteit der Farmacie van de Universiteit van Porto) bestaat sinds 1921 en komt voort uit de in 1836 ingestelde Escola de Farmácia. De faculteit deelt zijn onderkomen aan de Rua D. Manuel II met het Instituto de Ciências Biomédicas Abel Salazar.

## Faculdade de Letras

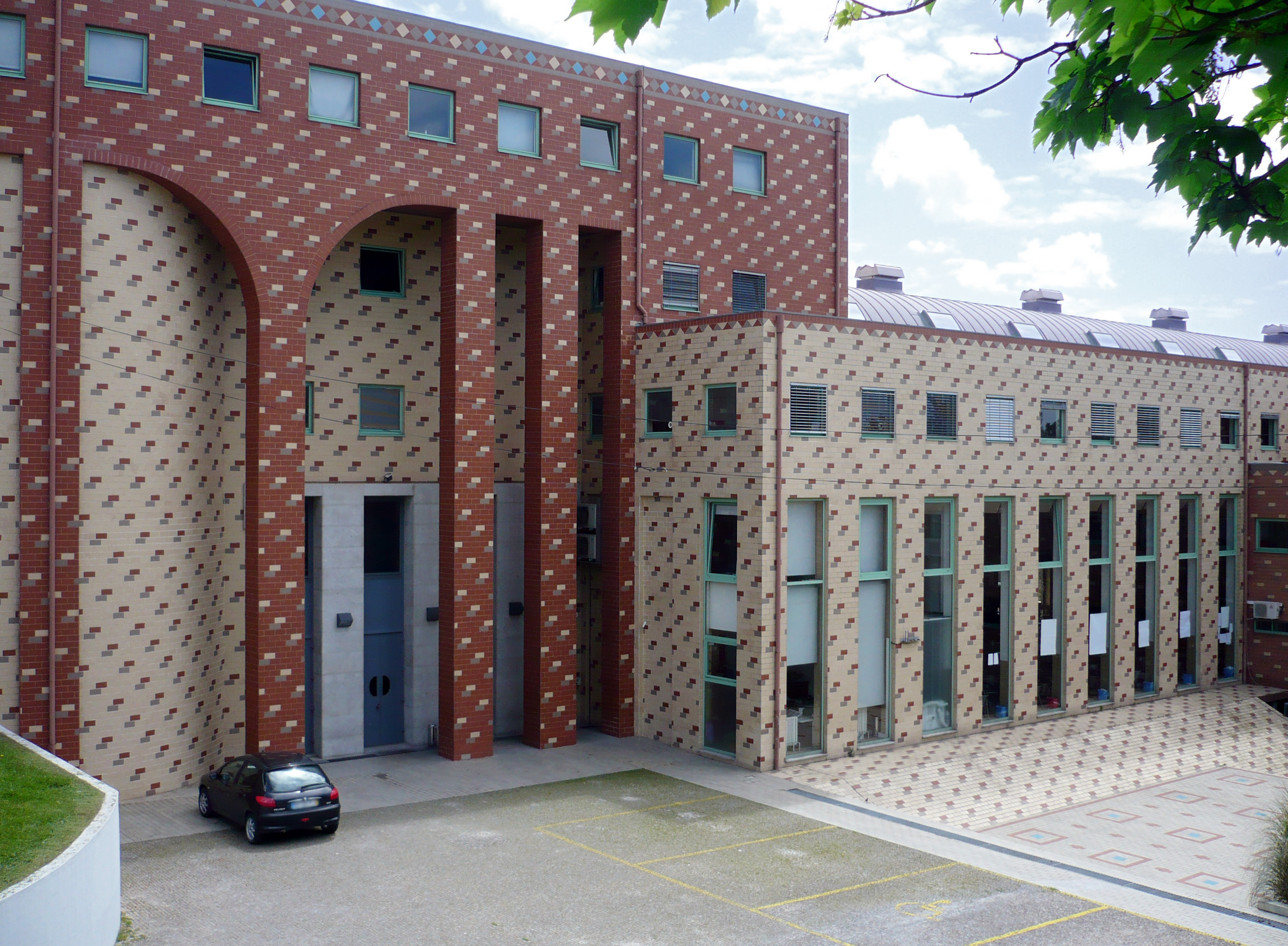
Faculdade de Letras da Universidade do Porto

De Faculdade de Letras (FLUP) (Faculteit der Letteren van de Universiteit van Porto) biedt studies aan op het gebied van archeologie, informatiekunde, journalistiek, taalkunde, filosofie, geografie, geschiedenis, kunstgeschiedenis en sociologie. Er zijn ook taalcursussen Duits, Chinees, Deens, Fins, Grieks, Hongaars, Indonesisch, Engels, Japans, Nederlands, Pools, Roemeens en Zweeds alsmede taal- & cultuurcursussen Arabisch, Spaans, Frans en Portugees. De faculteit is gevestigd op Pólo III.

## Faculdade de Medicina
De Faculdade de Medicina (FMUP) (Medische Faculteit van de Universiteit van Porto) heeft zijn oorsprong in de in 1825 opgerichte Escola Médico-Cirúrgica do Porto. Sinds 1883 had deze een eigen gebouw vlak bij het Hospital de Santo António en werd in 1911 de Faculdade de Medicina als onderdeel van de Universiteit. In 1959 is de faculteit verhuisd naar Pólo II naast het ook in 1959 geopende academisch ziekenhuis van Sint-Johannes  (Hospital Escolar de S. João). Het oude gebouw huisvest nog de Faculdade de Farmácia en het nieuwe Instituto de Ciências Biomédicas Abel Salazar.

## Faculdade de Medicina Dentária

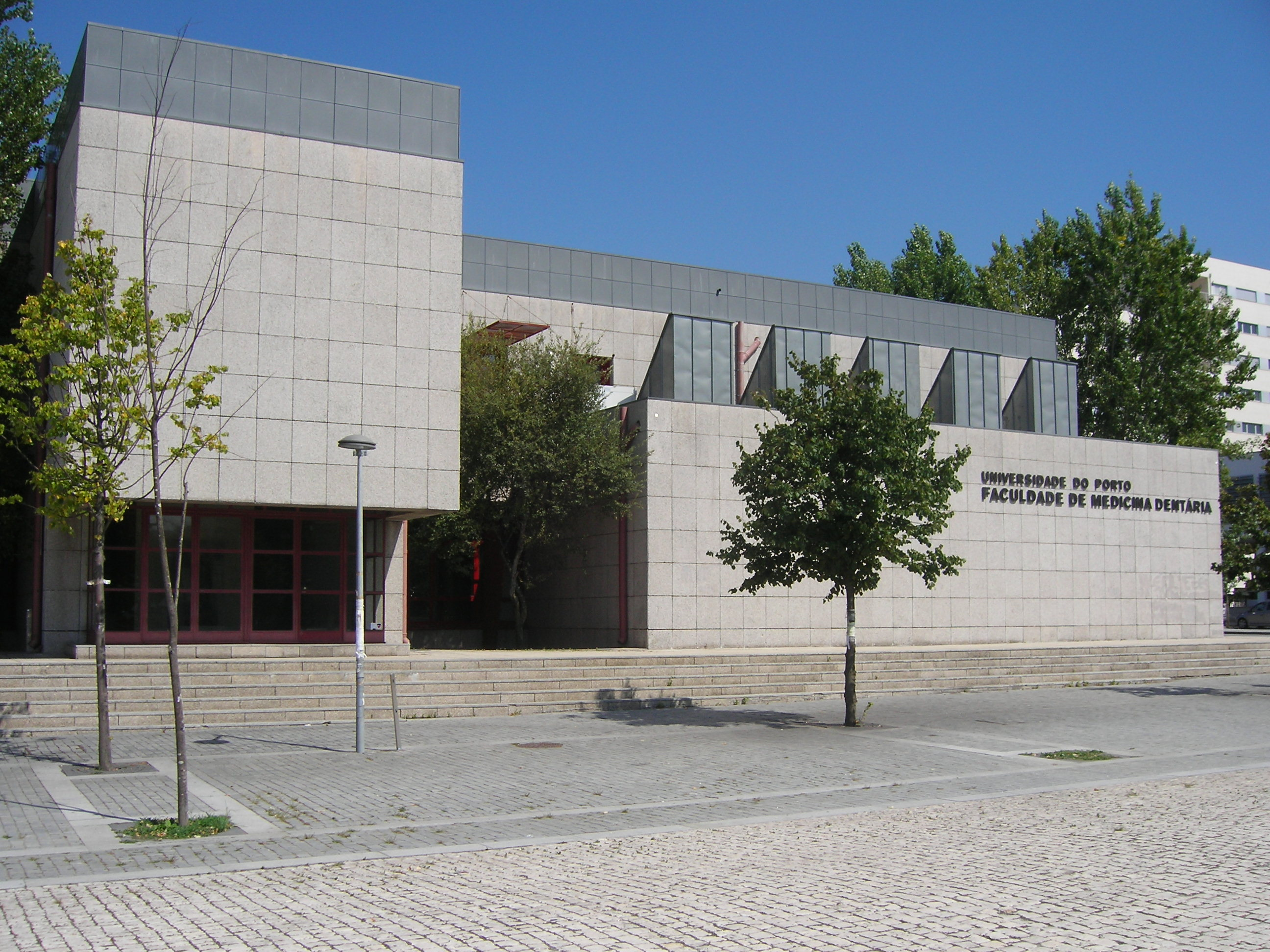
Faculdade de Medicina Dentária da Universidade do Porto

De Faculdade de Medicina Dentária (FMDUP) (Faculteit der Tandheelkunde van de Universiteit van Porto) is in 1976 opgericht als de Escola Superior de Medicina Dentária (Hogeschool voor Tandheelkunde) en sinds 1989 onderdeel van de Universiteit. De Faculteit is gevestigd op Pólo II bij het Hospital de São João.

## Faculdade de Psicologia e de Ciências da Educação
De Faculdade de Psicologia e de Ciências da Educação (FPCEUP) (Faculteit voor Psychologie en Pedagogiek van de Universiteit van Porto) is opgericht in 1980 en gehuisvest op Pólo II. De faculteit ket de volgende onderzoekscentra en laboratoria:
- Centro de Investigação e Intervenção Educativas (Onderzoekscentrum voor Aanpassing van Educatie)
- Centro de Psicologia da Universidade do Porto (Centrum voor Psychologie)
- Centro de Apoio ao Estudo do Cérebro (Centrum voor Hersenonderzoek)
- Centro de Ciências do Comportamento Desviante (Wetenschappelijk centrum voor afwijkend gedrag)
- Centro de Investigação em Psicologia do Comportamento Desviante e Saúde (Onderzoekscentrum voor Psychologie van afwijkend gedrag en gezondheid)
- Centro de Psicologia do Desenvolvimento e Educação da Criança (Centrum voor de Psychologie van ontwikkeling en onderwijs van kinderen)
- Instituto de Consulta Psicológica, Formação e Desenvolvimento (Instituut voor Advies voor Psychologie, Onderwijs en Ontwikkeling)
- Laboratório de Fala (Spraak Laboratorium)
- Laboratório de Neuropsicofisiologia (Neuropsychofysiologie Laboratorium)

## Instituto de Ciências Biomédicas Abel Salazar

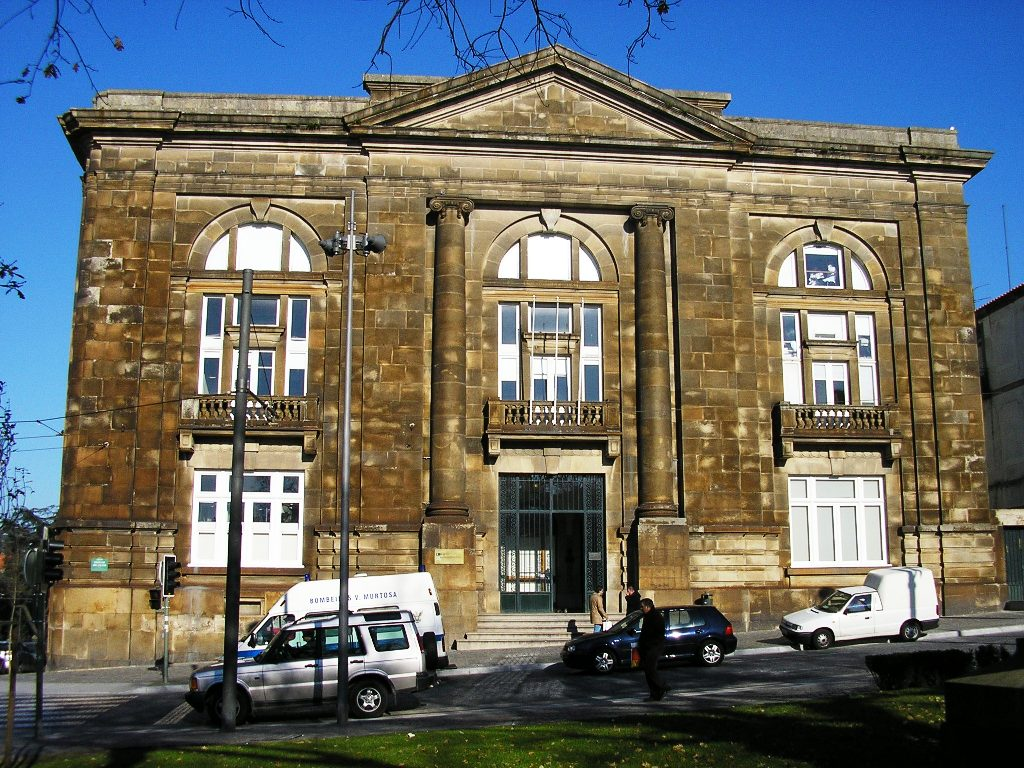
Instituto Abel Salazar

Ondanks de naam is het Instituto de Ciências Biomédicas Abel Salazar (ICBAS) (Instituut voor Biomedische Wetenschappen Abel Salazar) een volwaardige faculteit van de Universiteit van Porto. Het is vernoemd naar Professor Abel Salazar, die als stelregel had "O Médico que só sabe Medicina nem Medicina sabe." (De dokter die alleen kennis heeft van geneeskunde weet niets van geneeskunde.) Het instituut richt zich op het samenbrengen van kennis op gebied van geneeskunde, diergeneeskunde, biochemie, biotechnologie en wetenschap van het waterig milieu. Het instituut is opgericht in 1975 en telt ongeveer 260 docenten en 3000 studenten. Het is gevestigd in het centrum, waar het het gebouw deelt met de Faculdade de Farmácia. Het ICBAS gebruikt ook een gebouw tegenover het Hospital de Santo António.